# Snowmen
Snowmen (Brasil: O Sentido da Vida ) é um filme de comédia produzido nos Estados Unidos e lançado no Festival de Cinema de Tribeca em 2010.